# Myoporum stellatum
Myoporum stellatum är en flenörtsväxtart som först beskrevs av Grady Linder Webster, och fick sitt nu gällande namn av Otto Degener och I. Deg.. Myoporum stellatum ingår i släktet Myoporum och familjen flenörtsväxter. Inga underarter finns listade i Catalogue of Life.